# Nerf de bœuf

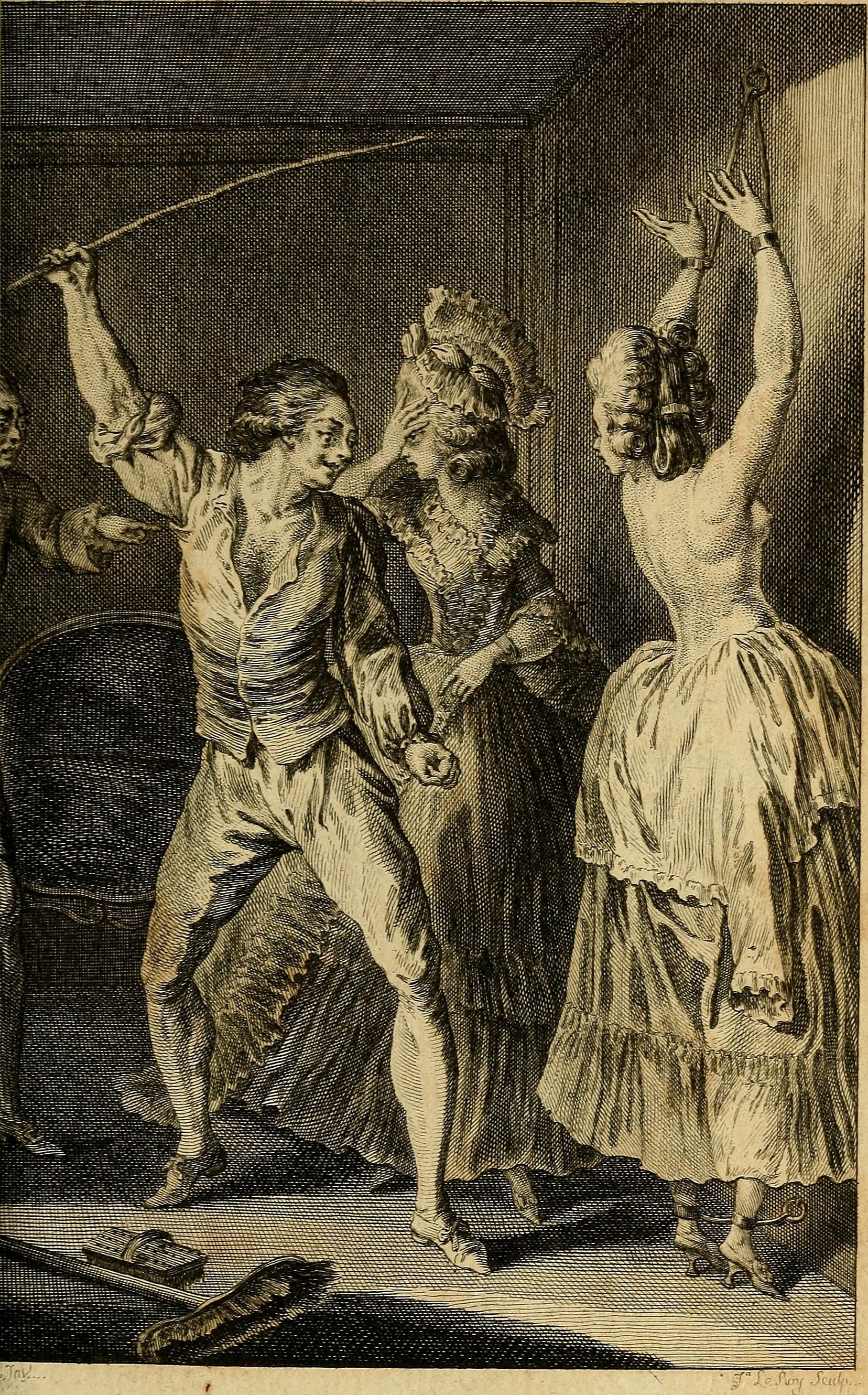
Châtiment avec nerf de bœuf (La paysanne pervertie - 1784).

Le nerf de bœuf est une matraque ou cravache légèrement flexible, faite a base d'un ligament cervical de bœuf séché et durci.

## Étymologie
L'expression est composée de nerf et de bœuf. À l'origine, lorsque le mot nerf apparaît au XIe siècle, il désignait de façon beaucoup moins spécialisée un ligament, un tendon ou une fibre quelconque.

## Description

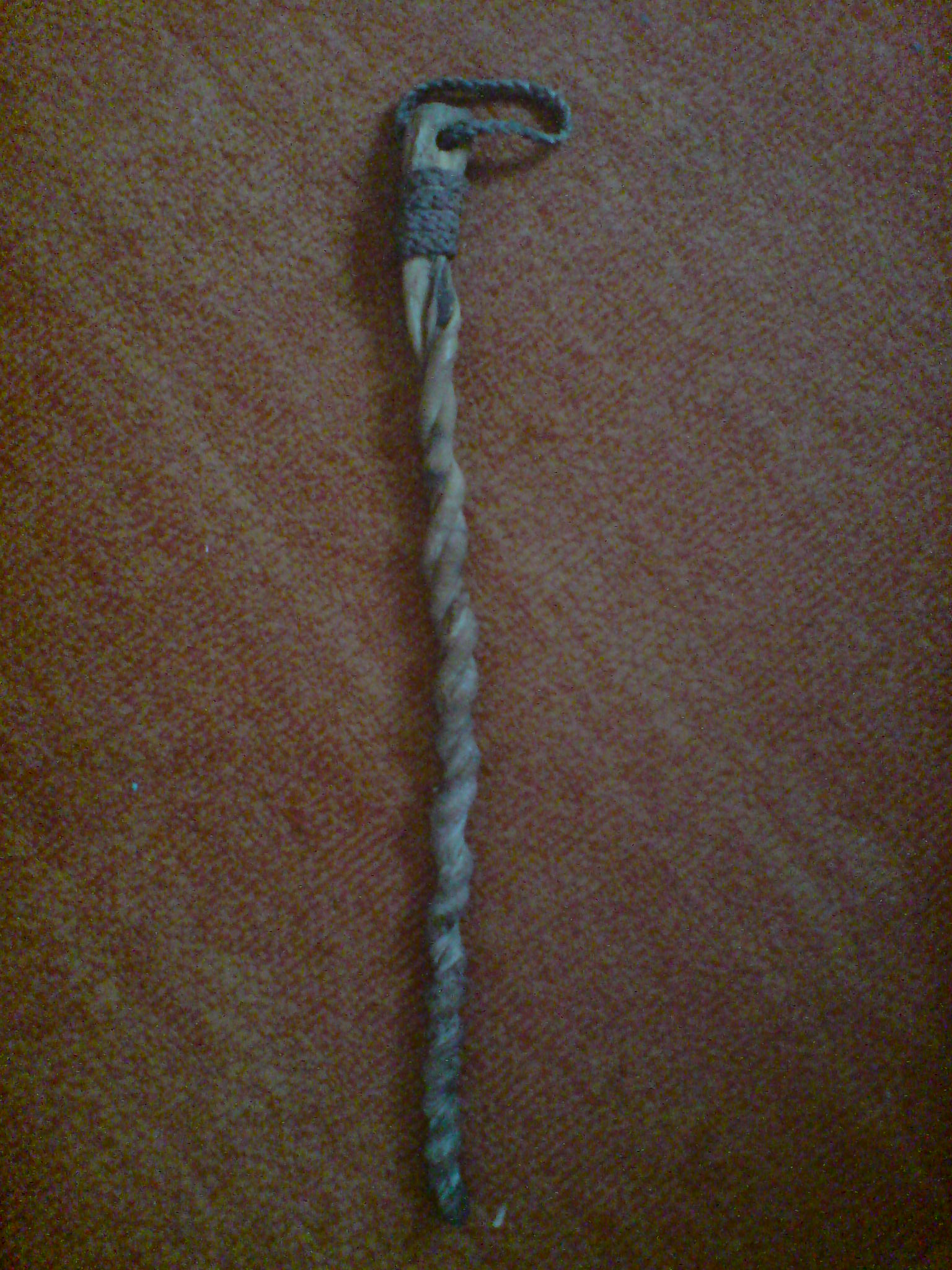
Nerf de bœuf, façonné en matraque.

Long de trente à cinquante centimètres et d’un diamètre variant d’un demi à un centimètre, le nerf de bœuf est composé de nerfs et de tendons grossièrement tressés puis séchés. Une fois secs, ils forment une matraque jaunâtre très dure, mais qui conserve une certaine élasticité.

## Utilisation

### Autrefois

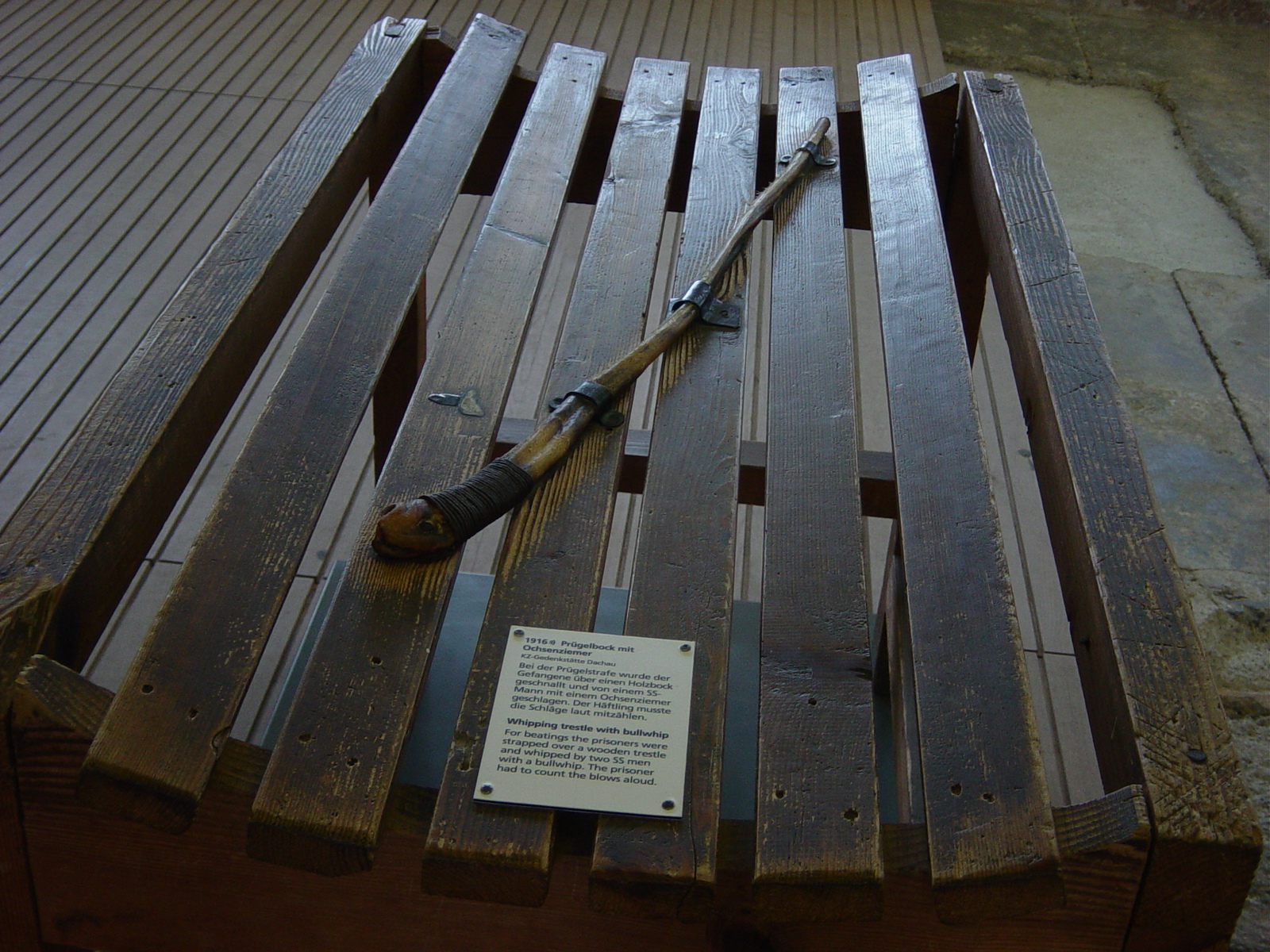
Camp de concentration de Dachau : Prügelbock, utilisé par les SS pour le châtiment au nerf de bœuf.

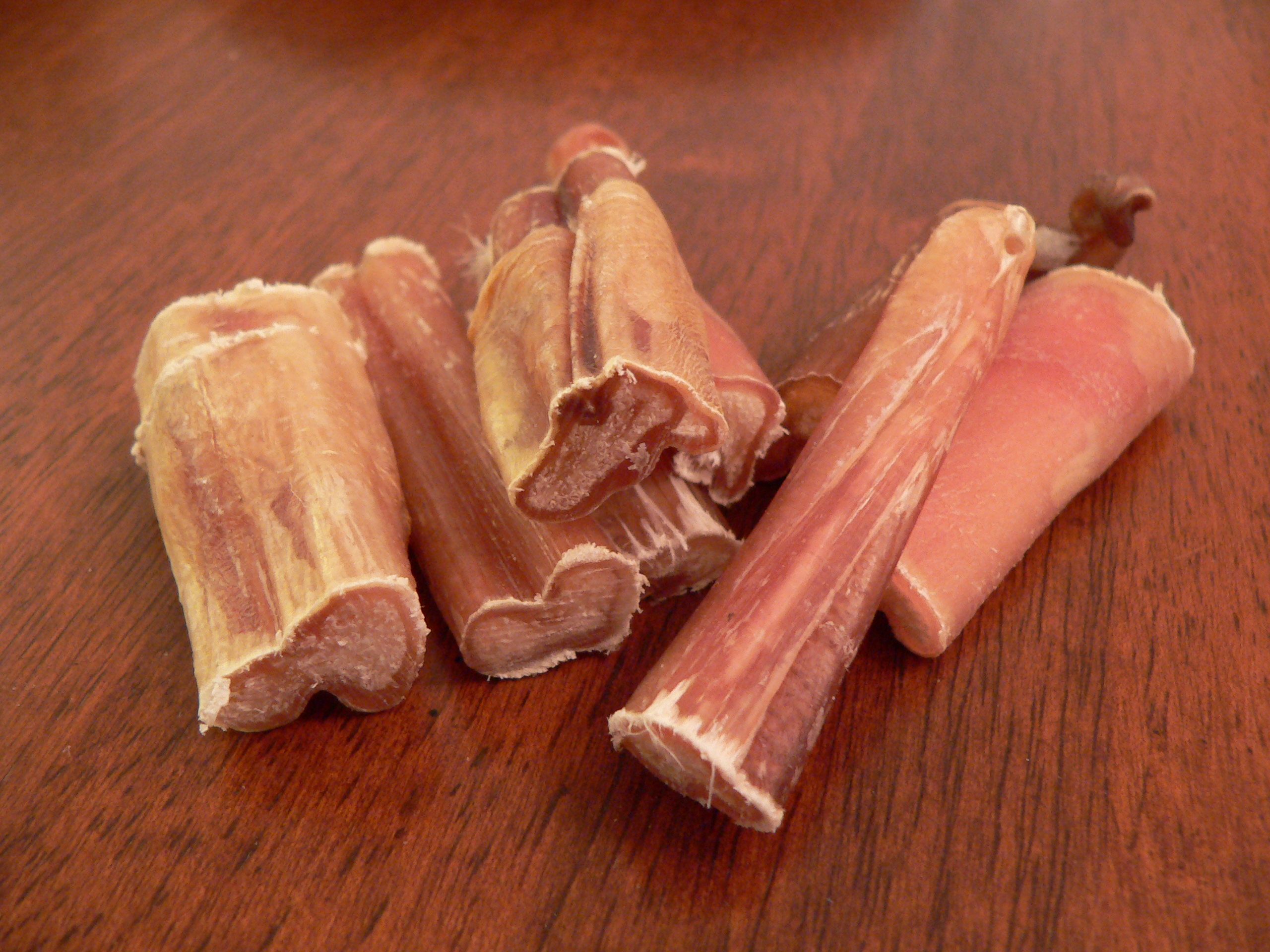
Nerf de boeuf découpé, usage mastication et friandise pour chiens.

Les policiers utilisaient le nerf de bœuf dans les opérations de maintien de l'ordre, à la manière d'une matraque semi-rigide.
Dans les colonies antillaises, les châtiments corporels infligés aux esclaves étaient administrés à coup de nerf de bœuf, appelés localement « rigoise ».
Les nervis, voyous marseillais, tirent leur nom du nerf de bœuf, dont ils se servaient pour menacer les passants et leur soutirer le portefeuille dès 1840.
Les éleveurs, les bouchers, les abatteurs ou les maquignons, qui allaient ou revenaient d’une transaction commerciale les poches pleines d'espèces, le tenaient en main pour parer à toute agression.
Cette matraque a aussi été utilisée comme fouet ou cravache pour la punition des esclaves.
Durant la Seconde Guerre mondiale, elle fut employée par les SS dans les camps de concentration. Le prisonnier était attaché sur un Prügelbock, chevalet de bastonnade présent dans tous les camps nazis,. Le supplicié était battu par deux SS avec le nerf de bœuf. Il devait compter les coups à haute voix.
Elle fut notamment employée par les forces de l’ordres françaises durant la guerre d’Algérie en complément des pratiques de torture exercées sur des membres du FLN.

### Aujourd'hui
Aujourd'hui, le nerf de bœuf une fois séché peut être utilisé comme aliment de fortification des mâchoires et des gencives du chien.

## Composition
Sa composition moyenne est de 84 % de protéines, 3 % de matières grasses et 8 % d'humidité.

## Anecdote linguistique
Le dictionnaire de l'Académie Française, à partir de sa première édition de 1694, donne comme définition « le membre génital du bœuf, arraché et desseiché [...] », puis en 1838, « tendon de la jambe et du calcanéum [...] » et en enfin en 1932-1935, « partie épaisse du ligament cervical [...] ». Tous les dictionnaires du XXe siècle copient cette dernière définition jusqu'à ce que les lexicographes de chez Hachette reprennent la définition de 1694 en imaginant que l'on avait caché la vérité par pudeur.